# Gambyn
Gambyn (estniska: Vanaküla, estlandssvenskt uttal: gamben) är en by i Läänemaa i västra Estland, 75 km väster om huvudstaden Tallinn. Den hade sju invånare år 2011. Den ligger i den del av Nuckö kommun som ligger på fastlandet, nordöst om halvön Nuckö. Området runt Gambyn är glesbefolkat och till byn hör ett stort sumpmarksområde, Leidissoo, samt Derskogen. Norr om Gambyn ligger Höbring, västerut ligger Rickul och söderut ligger Dirslätt och Klottorp.
Gambyn ligger i det område som traditionellt har varit bebott av estlandssvenskar och även det svenska namnet på byn är officiellt.